# Макаров, Иван Иванович (писатель)
Ива́н Ива́нович Мака́ров (17 (30) октября 1900, село Салтыки, Раненбургский уезд, Рязанская губерния — 16 июля 1937, Москва) — русский советский прозаик.

## Биография
Родился в крестьянской семье, отец был сапожником, раньше работал кирпичником и банщиком, принимал участие в революционном движении, помогал подпольщикам, был арестован и сидел в тюрьме. 
В 1914 году зачислен на казённый «кошт» в Ряжскую уездную гимназию. В 1919 году окончил гимназию в Рязани, где он постоянно жил до 1929 года. В этом же году вступил в РККА добровольцем, продолжал писать под псевдонимом «Иван Буйный». В 1920 году написал агитационную пьесу «Дезертир», шедшую в сельских клубах. В том же году вступил в РКП(б). Приобрёл известность в 1928 году благодаря напечатанному в журнале «Молодая гвардия» роману «Стальные рёбра»,  — так образно писатель называет сельские электростанции. Чуть позже роман сочтут «огромным вкладом в крестьянскую литературу».

## Критика. Исключение из партии
Рассказ «Остров» (1930) Макарова вызвал критику. Роман «Миша Курбатов» (1936) подвергся критике в печати. Макаров был исключён из ВКП(б). В 1937 году советская пресса именовала его, уже арестованного, «фашистским агентом» и «писателем, дававшим злобно-клеветническую картину социалистического строительства» (За большевистскую бдительность в литературе // Новый мир. 1937. № 6. С. 206).

## Арест и казнь
Арестован 7 февраля 1937 года. Обвинён в участии в антисоветской контрреволюционной организации и в подготовке террористических актов против руководителей ВКП(б). Имя Ивана Макарова было включено в расстрельный список, датированный 26 июня 1937 года (№ 50 в списке из 102 имён и фамилий, под грифом «Москва-Центр» за подписью старшего майора ГБ Михаила Литвина). Приговор был утверждён на заседании Военной коллегии Верховного суда СССР 15 июля 1937 года. Казнён на следующий день, 16 июля.
Реабилитирован посмертно 18 июля 1956 года.
В 1956 году была создана комиссия по литературному наследию Макарова. После 1957 года были переизданы некоторые его произведения.

## Память
- музей Макарова при школе села Салтыки
- мемориальная доска на здании средней школы № 1 г. Ряжска
- мемориальная доска на здании русской классической школы № 7 г. Рязани

## Сочинения
- Дезертир, 1920, пьеса
- Рассказы, ЗиФ, 1930 г.
- Стальные рёбра, роман // Молодая Гвардия. — 1928, отд. изд.1930 г.
- Остров, рассказ // Новый мир. — 1930. — № 1.
- На земле мир. Записки тюремного надзирателя, 1931 г., повесть, переиздана в 1966 г.
- Рейд Чёрного Жука, 1932, повесть, переиздана в 1966 и в 1990 г.
- Чёрная шаль, повесть // Октябрь. — 1933. — № 5-7, отд. изд. 1970
- Миша Курбатов, 1936, роман, переиздан в 1966 г.